# Joen Danielsen
Joen Danielsen, conegut com a Kvívíks Jógvan (Jógvan de Kvívík), (Kvívík, 11 de juny de 1843 - 2 de maig de 1926), va ser un poeta feroès i un dels primers en escriure les seves composicions en llengua feroesa.
Va créixer al poble de Kvívík, tot i que quan es va casar el 1875 es va establir a Gjógv. Els primers anys de la seva vida a Kvívík, conjuntament amb el també poeta J. P. Gregoriussen, va aprendre a llegir i escriure feroès de la mà de V. U. Hammershaimb, rector de la parròquia des de 1855; Hammersshaimb els va ajudar en el seu aprenentatge mitjançant els seus propis llibres de gramàtica feroesa.
Kvívíks Jógvan és l'autor de la majoria dels poemes i cançons populars feroesos, sobretot aquells que són adequats per al ball. Danielsen va ser un excel·lent cantant i bailarí. Entre la seva nombrosa obra va escriure la famosa Kópakvæðið (la balada de Selkie o la dona foca) que consta de 68 versos. Aquest poema es basa en una llegenda feroesa que parla de quan les foques grises sortien del mar amb aparença humana per ballar cada 7 de gener, que localment es coneix com el "Nadal Vell", celebrat d'acord amb el calendari gregorià.
També va escriure algun poema en danès, com el Velkomsthilsen til Kong Frederik VIII (Benvinguda al rei Frederic VIII).

## Obra
- Yrkingar. 1926. Recull de poemes i balades en feroès que conté:
  - Nú komin er mín lívskvøldarstund
  - Jólasálmur
  - Páskasálmur
  - Kvæðið um skapanina
  - Kópakvæðið
  - Lýð á ljóðið
  - Føroya málið
  - V. U. Hammershaimb
  - Frælsiskvæði (Fríheitskvæði)
  - Ránsmannavaldið í Føroyum
  - Trolaratátturin
  - Fólkatingsvalið 1903
  - Valkvæði
  - Heilsa til Fríðriks 8nda
  - Songur um kríggið 1914
  - Til fólkafundin á Eiðisskarði hin 13 juli 1919
  - Kvæði til Føroya dans